# Élections législatives de 1962 dans les Côtes-du-Nord
Les élections législatives françaises de 1962 se déroulent les 18 et 25 novembre 1962. Dans le département des Côtes-du-Nord, cinq députés sont à élire dans le cadre de cinq circonscriptions.

## Élus
| Circonscription | Député sortant           | Parti | Parti | Député élu ou réélu      | Parti | Parti   |
| --------------- | ------------------------ | ----- | ----- | ------------------------ | ----- | ------- |
| 1re             | Victor Rault             |       | MRP   | Robert Richet            |       | UNR-UDT |
| 2e              | René Pleven              |       | MRP   | René Pleven              |       | MRP     |
| 3e              | Marie-Madeleine Dienesch |       | MRP   | Marie-Madeleine Dienesch |       | MRP     |
| 4e              | Alain Le Guen            |       | MRP   | Alain Le Guen            |       | MRP     |
| 5e              | Pierre Bourdellès        |       | CR    | Pierre Bourdellès        |       | CR      |

## Résultats

### Résultats à l'échelle du département
| Parti          | Parti                                          | Premier tour | Premier tour | Second tour | Second tour | Sièges |
| Parti          | Parti                                          | Voix         | %            | Voix        | %           | Sièges |
| -------------- | ---------------------------------------------- | ------------ | ------------ | ----------- | ----------- | ------ |
|                | Mouvement républicain populaire                | 68 640       | 30,88        | 51 467      | 24,39       | 3      |
|                | Centre républicain                             | 16 532       | 7,44         | 24 090      | 11,41       | 1      |
|                | Centre démocratique                            | 85 172       | 38,32        | 75 557      | 35,80       | 4      |
|                |                                                |              |              |             |             |        |
|                | Union pour la nouvelle République (UDT)        | 38 680       | 17,40        | 43 250      | 20,49       | 1      |
|                | Modérés                                        | 10 208       | 4,59         | Retrait     | Retrait     | 0      |
|                | Majorité présidentielle                        | 48 888       | 21,99        | 43 250      | 20,49       | 1      |
|                |                                                |              |              |             |             |        |
|                | Parti communiste français                      | 50 634       | 22,78        | 62 694      | 29,71       | 0      |
|                | Parti socialiste unifié                        | 28 685       | 12,91        | 29 553      | 14,00       | 0      |
|                | Section française de l'Internationale ouvrière | 5 267        | 2,37         | Retrait     | Retrait     | 0      |
|                | Divers gauche                                  | 3 156        | 1,42         | Retrait     | Retrait     | 0      |
|                | Divers                                         | 471          | 0,21         |             |             | 0      |
|                |                                                |              |              |             |             |        |
| Inscrits       | Inscrits                                       | 330 627      | 100,00       | 265 523     | 100,00      | 5      |
| Abstentions    | Abstentions                                    | 101 583      | 30,72        | 50 864      | 19,16       |        |
| Votants        | Votants                                        | 229 044      | 69,28        | 214 659     | 80,84       |        |
| Blancs et nuls | Blancs et nuls                                 | 6 771        | 2,96         | 3 605       | 1,68        |        |
| Exprimés       | Exprimés                                       | 222 273      | 97,04        | 211 054     | 98,32       |        |

### Résultats par circonscription

#### Première circonscription (Saint-Brieuc)
| Candidat           | Candidat             | Parti          | Premier tour | Premier tour | Second tour | Second tour |  |
| Candidat           | Candidat             | Parti          | Voix         | %            | Voix        | %           |  |
| ------------------ | -------------------- | -------------- | ------------ | ------------ | ----------- | ----------- |  |
|                    | Robert Richet élu    | UNR-UDT        | 17 220       | 32,06        | 31 492      | 51,59       |  |
|                    | Antoine Mazier       | PSU            | 15 201       | 28,3         | 29 553      | 48,41       |  |
|                    | Victor Rault sortant | MRP            | 11 436       | 21,29        | Retrait     | Retrait     |  |
|                    | Édouard Quemper      | PCF            | 6 699        | 12,47        | Retrait     | Retrait     |  |
|                    | Roger Huon           | Divers gauche  | 3 156        | 5,88         | Retrait     | Retrait     |  |
|                    |                      |                |              |              |             |             |  |
| Inscrits           | Inscrits             | Inscrits       | 76 358       | 100,00       | 76 332      | 100,00      |  |
| Abstentions        | Abstentions          | Abstentions    | 21 806       | 28,56        | 14 209      | 18,61       |  |
| Votants            | Votants              | Votants        | 54 552       | 71,44        | 62 123      | 81,39       |  |
| Blancs et nuls     | Blancs et nuls       | Blancs et nuls | 840          | 1,54         | 1 078       | 1,74        |  |
| Exprimés           | Exprimés             | Exprimés       | 53 712       | 98,46        | 61 045      | 98,26       |  |
| Source : Data.gouv |                      |                |              |              |             |             |  |

#### Deuxième circonscription (Dinan)
|                    | René Pleven sortant réélu | MRP            | 28 737 | 75,22  |  |  |  |
|                    | Roger Esnault             | PCF            | 9 467  | 24,78  |  |  |  |
|                    |                           |                |        |        |  |  |  |
| Inscrits           | Inscrits                  | Inscrits       | 65 035 | 100,00 |  |  |  |
| Abstentions        | Abstentions               | Abstentions    | 22 727 | 34,95  |  |  |  |
| Votants            | Votants                   | Votants        | 42 308 | 65,05  |  |  |  |
| Blancs et nuls     | Blancs et nuls            | Blancs et nuls | 4 104  | 9,7    |  |  |  |
| Exprimés           | Exprimés                  | Exprimés       | 38 204 | 90,3   |  |  |  |
| Source : Data.gouv |                           |                |        |        |  |  |  |

#### Troisième circonscription (Loudéac)
| Candidat           | Candidat                                 | Parti          | Premier tour | Premier tour | Second tour | Second tour |  |
| Candidat           | Candidat                                 | Parti          | Voix         | %            | Voix        | %           |  |
| ------------------ | ---------------------------------------- | -------------- | ------------ | ------------ | ----------- | ----------- |  |
|                    | Marie-Madeleine Dienesch sortante réélue | MRP            | 15 471       | 39,49        | 25 351      | 56,24       |  |
|                    | Auguste Le Coënt                         | PCF            | 10 695       | 27,3         | 19 722      | 43,76       |  |
|                    | François Daniel                          | UNR-UDT        | 7 393        | 18,87        | Retrait     | Retrait     |  |
|                    | Léon Sérandour                           | PSU            | 5 620        | 14,34        | Retrait     | Retrait     |  |
|                    |                                          |                |              |              |             |             |  |
| Inscrits           | Inscrits                                 | Inscrits       | 59 157       | 100,00       | 59 149      | 100,00      |  |
| Abstentions        | Abstentions                              | Abstentions    | 19 186       | 32,43        | 12 700      | 21,47       |  |
| Votants            | Votants                                  | Votants        | 39 971       | 67,57        | 46 449      | 78,53       |  |
| Blancs et nuls     | Blancs et nuls                           | Blancs et nuls | 792          | 1,98         | 1 376       | 2,96        |  |
| Exprimés           | Exprimés                                 | Exprimés       | 39 179       | 98,02        | 45 073      | 97,04       |  |
| Source : Data.gouv |                                          |                |              |              |             |             |  |

#### Quatrième circonscription (Guingamp)
| Candidat           | Candidat                    | Parti          | Premier tour | Premier tour | Second tour | Second tour |  |
| Candidat           | Candidat                    | Parti          | Voix         | %            | Voix        | %           |  |
| ------------------ | --------------------------- | -------------- | ------------ | ------------ | ----------- | ----------- |  |
|                    | Alain Le Guen sortant réélu | MRP            | 12 996       | 30,44        | 26 116      | 52,00       |  |
|                    | François Leizour            | PCF            | 11 383       | 26,66        | 24 105      | 48,00       |  |
|                    | Édouard Ollivro             | Modérés        | 10 208       | 23,91        | Retrait     | Retrait     |  |
|                    | Alexandre Thomas            | SFIO           | 5 267        | 12,34        | Retrait     | Retrait     |  |
|                    | Pierre Sérandour            | PSU            | 2 366        | 5,54         | Retrait     | Retrait     |  |
|                    | Pierre Menger               | Divers         | 471          | 1,1          |             |             |  |
|                    |                             |                |              |              |             |             |  |
| Inscrits           | Inscrits                    | Inscrits       | 62 627       | 100,00       | 62 615      | 100,00      |  |
| Abstentions        | Abstentions                 | Abstentions    | 19 469       | 31,09        | 11 645      | 18,6        |  |
| Votants            | Votants                     | Votants        | 43 158       | 68,91        | 50 970      | 81,4        |  |
| Blancs et nuls     | Blancs et nuls              | Blancs et nuls | 467          | 1,08         | 749         | 1,47        |  |
| Exprimés           | Exprimés                    | Exprimés       | 42 691       | 98,92        | 50 221      | 98,53       |  |
| Source : Data.gouv |                             |                |              |              |             |             |  |

#### Cinquième circonscription (Lannion)
| Candidat           | Candidat                        | Parti          | Premier tour | Premier tour | Second tour | Second tour |  |
| Candidat           | Candidat                        | Parti          | Voix         | %            | Voix        | %           |  |
| ------------------ | ------------------------------- | -------------- | ------------ | ------------ | ----------- | ----------- |  |
|                    | Pierre Bourdellès sortant réélu | CR             | 16 532       | 34,1         | 24 090      | 44,03       |  |
|                    | Henri Blandin                   | UNR-UDT        | 14 067       | 29,01        | 11 758      | 21,49       |  |
|                    | Marcel Hamon                    | PCF            | 12 390       | 25,55        | 18 867      | 34,48       |  |
|                    | Marcel Le Guyader               | PSU            | 5 498        | 11,34        | Retrait     | Retrait     |  |
|                    |                                 |                |              |              |             |             |  |
| Inscrits           | Inscrits                        | Inscrits       | 67 450       | 100,00       | 67 427      | 100,00      |  |
| Abstentions        | Abstentions                     | Abstentions    | 18 395       | 27,27        | 12 310      | 18,26       |  |
| Votants            | Votants                         | Votants        | 49 055       | 72,73        | 55 117      | 81,74       |  |
| Blancs et nuls     | Blancs et nuls                  | Blancs et nuls | 568          | 1,16         | 402         | 0,73        |  |
| Exprimés           | Exprimés                        | Exprimés       | 48 487       | 98,84        | 54 715      | 99,27       |  |
| Source : Data.gouv |                                 |                |              |              |             |             |  |